# 安妮·弗兰克之家
安妮·弗兰克之家，简称安妮之家（荷蘭語：Anne Frank Huis）是位於荷蘭阿姆斯特丹的傳記博物館，以紀念於因撰寫《安妮日記》而知名，第二次世界大战納粹大屠殺中最著名的受害者之一的荷兰犹太人安妮·弗蘭克而成立。該棟博物館位於阿姆斯特丹市中心王子運河的河邊，鄰近西教堂，並曾毗鄰一顆安妮所處年代的栗樹。
二戰期間，安妮·弗蘭克與她的家人和其他四位居民躲在這座17世紀的運河房屋後方的隱蔽房間裡，以躲避納粹黨的迫害。隨著眾人被捕後，安妮最終並沒有在戰爭中倖存下來，但她的日記於1947年出版。十年後，安妮·弗兰克基金會成立，並設法保護安妮一家的藏身之處，以避免遭受該街區進行都市開發而影響的侵害。
1960年5月3日，安妮·弗兰克之家正式向公眾開放。館舍設有關於安妮的生平和經歷的常設展覽，在2013年和2014年期間，該博物館有共有120萬遊客參觀，使其成為荷蘭第三大參觀人數最多的博物館，僅次於國立博物館和梵谷博物館。

## 外部連結
- 安妮·弗蘭克之家 （页面存档备份，存于）
- 安妮·弗蘭克基金會 （页面存档备份，存于）（Anne Frank Fonds）
- 美國安妮·弗蘭克中心 （页面存档备份，存于）
- 美國大屠殺紀念館 - 展覽（安妮·弗蘭克：沒有完結的故事）
- 安妮·弗蘭克生前唯一拍攝的影像 （页面存档备份，存于）－YouTube